# Automeris cochabambae
Automeris cochabambae är en fjärilsart som beskrevs av Lemaire 1971. Automeris cochabambae ingår i släktet Automeris och familjen påfågelsspinnare. Inga underarter finns listade i Catalogue of Life.